# Puente Internacional del Chanza
El puente Internacional del Chanza es un puente construido en 2012 sobre el río Chanza que une las localidades de Serpa en el distrito de Beja (Portugal) y Paymogo en la provincia de Huelva (España). Es la cuarta conexión entre Andalucía y Portugal.
Situado en la frontera entre Portugal y España, une la región portuguesa de Alentejo y la región española de Andalucía.